# اوتنبوتل
اوتنبوتل (به آلمانی: Ottenbüttel) یک شهر در آلمان است که در اشتاینبورگ واقع شده‌است. اوتنبوتل ۷۵۵ نفر جمعیت دارد.